# 8月のクリスマス
『8月のクリスマス』（はちがつのクリスマス）は、2005年、製作および公開された日本映画。韓国映画『八月のクリスマス』のリメイクで、小さな写真館を営む青年と、小学校の臨時教員の淡い恋を描いた悲恋物語。富山県高岡市の金屋町などで撮影が行われた。

## 登場人物
- 鈴木寿俊 - 山崎まさよし: 写真館を営む青年。
- 高橋由紀子 - 関めぐみ: 小学校の臨時教員。
- 純子 - 西田尚美: 寿俊の妹。結婚して子供がいる。
- 宮田亮二 - 大倉孝二: 寿俊の友人。
- 鈴木雅俊 - 井川比佐志: 寿俊の父。
- 佳苗 - 戸田菜穂: かつての寿俊の恋人。純子の友人。
- 記念写真の老婦人 - 草村礼子

他に大寶智子、野口雅弘、諏訪太朗、永島謙二郎など。

## 関連書籍
- 『8月のクリスマス』（著者: 白石まみ、監修: 長崎俊一、2005年、ISBN 978-4-7897-2622-1）
- 『山崎まさよし in 8月のクリスマス』（宝島社、2005年、ISBN 978-4-7966-4824-0）